# Woodhouse Park
Woodhouse Park – osada w Anglii, w hrabstwie Wielki Manchester, w dystrykcie metropolitalnym Manchester. W 2011 miejscowość liczyła 13 519 mieszkańców.